# Claudie Gallay
Claudie Gallay (* 1961 in Bourgoin-Jallieu) ist eine französische Schriftstellerin.

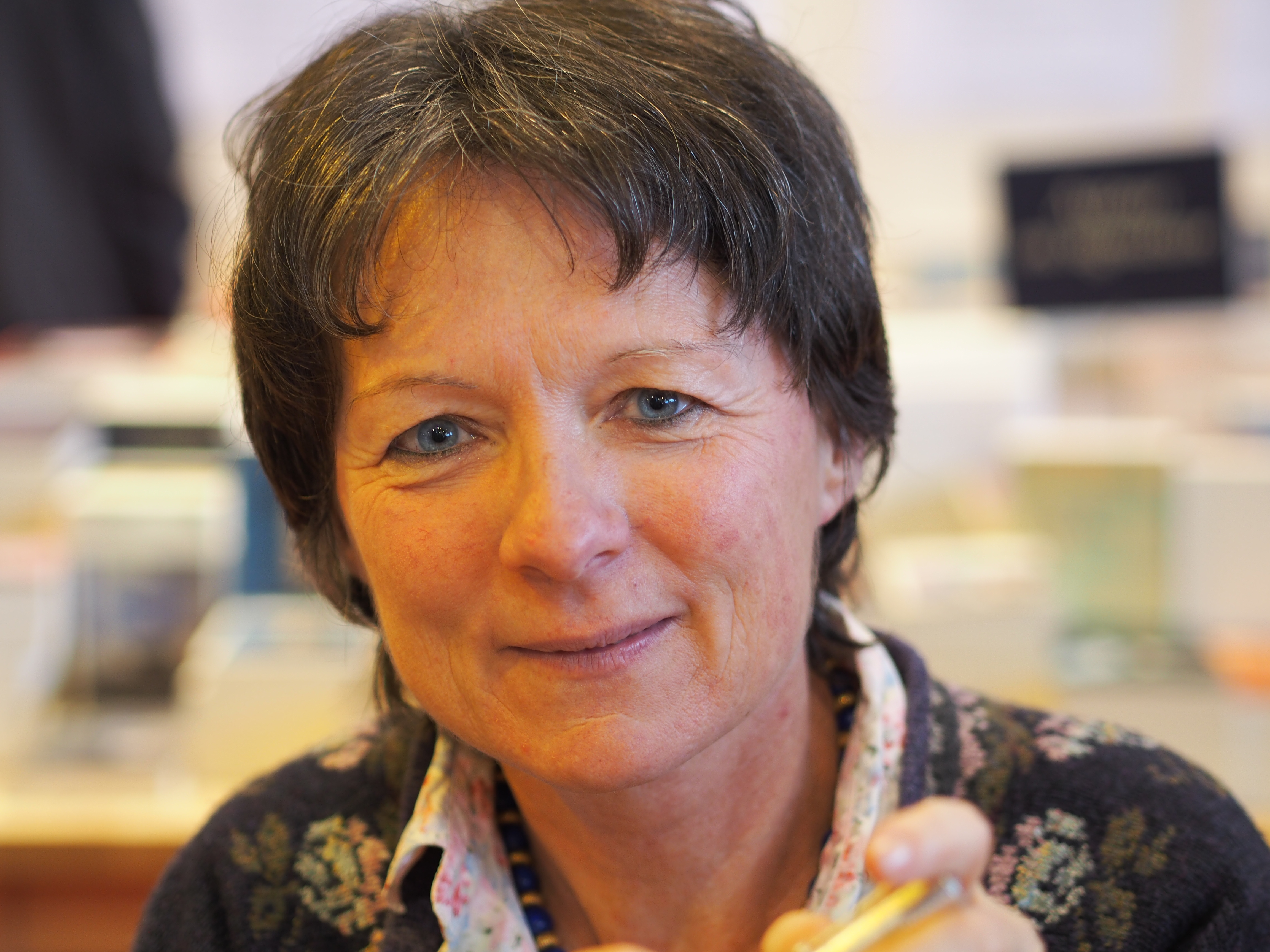
Claudie Gallay (2014)

## Leben
Claudie Gallay arbeitet in einem Ort im Département Vaucluse als Lehrerin. Seit 2001 publizierte sie in Frankreich mit zunehmenden Erfolg Romane. Der Roman Die Brandungswelle stand 2008 monatelang auf der französischen Bestsellerliste und erhielt in Frankreich eine Reihe von Preisen. Er wurde in mehrere Sprachen übersetzt und 2013 für Arte verfilmt, deutscher Titel: Gestrandet.

## Auszeichnungen
- 2014: Grand Prix de la Ville de Saint-Etienne

## Werke
- L’Office des vivants. Rodez 2001
- Mon amour, ma vie. Rodez 2002
- Seule Venise. Rodez 2004
  - Ein Winter in Venedig. Roman. Btb, München 2014, ISBN 978-3-442-74746-7
- Les Années cerises. Rodez 2004
- Dans l’or du temps. Rodez 2006
- Les Déferlantes. Rodez 2008
  - Die Brandungswelle. Roman. Btb, München 2010, ISBN 978-3-442-74313-1
- L’Amour est une île. Arles 2010
  - Die Liebe ist eine Insel. Roman. Btb, München 2013, ISBN 978-3-442-74471-8
- Une part de ciel. Arles 2013
  - Ein Stück vom Himmel. Roman. Btb, München 2015, ISBN 978-3-442-74988-1
- Détails d’Opalka. Arles 2014